# 回响 (小说)
《回响》是广西作家东西的一部长篇小说，由人民文学出版社2001年初版。小说以侦探小说的形式，讲述了一个婚姻伦理故事。曾获2021年“中国好书”奖、施耐庵文学奖、茅盾文学奖等奖项。

## 情节
年轻美丽的夏冰清被发现死于郊外大坑中，头部被重击，右腕被切。市局刑警支队女警官、屡破奇岸冉咚咚负责侦破此案。富商徐山川成为重点嫌疑人，但他和妻子沈小迎死不松口。夏冰清来应聘时被徐强奸，后成为他的情人。夏情绪不稳定，长期纠缠徐，企图让他离婚娶自己。
后来调查揭示，侄子徐海涛向徐山川要了200万，答应给他解决麻烦。徐海涛则找到了文化公司小老板、善于策划的吴文超，付钱请他处理。吴之前一直是夏郁闷时的倾诉对象，夏非常信任他。吴则让不得志的同学刘青煽动夏移民海外。然而，刘以1万元雇佣了患有精神分裂症的农民工诗人易春阳。易最终杀害了夏冰清，切掉她的右婉埋在自己梦中情人的厂子附近。冉咚咚得知沈小迎与徐山川的女儿非徐亲生，以此要挟沈，让其交出了证明徐唆使杀人的关键录音证据。
冉咚咚在查案的同时，偶然发现了丈夫慕达夫在某酒店的开房记录——他则以加班、打牌搪塞，但都被冉戳穿。慕所评论的女小说家贝贞沦为冉的重点怀疑对象，最终导致贝离婚，贝离婚后曾来勾引慕。案件快侦破时，冉的婚姻也走向终结。冉咚咚最后和一直暗恋自己的同事走到一起。

## 风格
《回响》的叙事结构呈现为一种双线并置模式，奇数章专注刑侦推理，偶数章聚焦婚姻危机，最终在末章实现两线汇流。刑侦这条线，以年轻女性夏冰清被害的“大坑案”为起点，冉咚咚的侦破过程充满悬念与反转。案件涉及多层次人物关系，从富商徐山川、文化公司老板吴文超到移民公司职员刘青，最终指向患有精神疾病的农民工诗人易春阳。情节跌宕起伏，具有强烈的戏剧冲突和悬疑色彩。
与案件线形成对比，冉咚咚与丈夫慕达夫的感情纠葛，主要依靠大量对话和心理剖析推进。大学教授慕达夫的一次无法解释的开房记录引发婚姻危机，二人陷入反复的质问、辩解、冷战与试探中。这条线索虽无外在动作的激烈变化，却充满内在的心理风暴。两条叙事线通过多重“回响”建立互文关系。
《回响》中还展现了对心理现实主义手法的成熟运用。作为东西首次尝试的“推理+心理”小说，《回响》将类型文学元素与严肃文学深度相融合。东西坦言“如何吸引更多的读者”对他有压力。他借鉴了法国新小说派的实验精神，但避免了最终舍弃推理内核的倾向，坚持在保持文学性的同时尊重类型规律。通过大量阅读心理学著作和请教刑侦专家，东西为作品奠定了专业基础。在文本中：案件真相依赖于不同嫌疑人的主观叙述；婚姻危机源于双方对同一事件的分歧解读；甚至人物的记忆也是任人打扮。

## 主题
本作的初衷源于对当代社会人与人之间信任度下降的观察，尤其聚焦于夫妻情感领域。
小说中女警冉咚咚在侦办“大坑案”过程中发现丈夫慕达夫的开房记录，这一情节设置将社会信任危机具象化为婚姻危机。当刑侦专家的职业理性遭遇情感猜疑时，冉咚咚不自觉地通过刑侦手段审问婚姻，最终导致婚姻关系的崩解。这体现了现代社会普遍存在的情感焦虑。
夏冰清被害的“大坑案”揭示了一条令人唏嘘的人性垮塌链条——从雇主徐山川、中间人吴文超到最终动手的精神病患者易春阳，一条生命被成为一万元的交易。而在感情线中，冉咚咚与慕达夫这对夫妻表面光鲜，在猜忌与试探中逐渐暴露出各自的心理创伤。东西通过这些角色深刻阐释了人性的复杂。